# Box (companie)
Box, Inc. (fostul Box.net ) este o companie publică cu sediul în Redwood City, California. Dezvoltă și comercializează instrumente de gestionare a conținutului, colaborare și partajare de fișiere bazate pe cloud pentru companii. Compania Box a fost fondată în 2005 de Aaron Levie⁠(d) și Dylan Smith⁠(d) . Inițial, s-a concentrat pe consumatori, dar în jurul anilor 2009 și 2010 Box s-a orientat spre persoane juridice. Compania a strâns aproximativ 500 de milioane de dolari în numeroase runde de finanțare, înainte de a deveni publică în 2015. Software-ul său permite utilizatorilor să stocheze și să gestioneze fișiere într-un sistem de foldere online accesibil de pe orice dispozitiv. Utilizatorii pot apoi să comenteze fișierele, să le partajeze, să aplice fluxuri de lucru și să implementeze politici de securitate și guvernanță.

## Istorie
Ideea pentru Box.com a început în 2003 cu Aaron Levie, care era student în afaceri la Universitatea din California de Sud .  El a scris o lucrare pentru școală despre industria de stocare a fișierelor digitale online  și a început să dezvolte serviciul Box în 2004.  În 2005, Levie a abandonat școala pentru a lucra la Box cu normă întreagă cu  cofondatorul și prietenul său de multă vreme Dylan Smith.    Inițial, software-ul a fost dezvoltat în podul casei părinților lui Smith, apoi într-un garaj deținut de unchiul lui Levie care fusese transformat într-un spațiu de locuit.  Lui Levie și Smith li s-au alăturat cofondatorii Jeff Queisser și Sam Ghods.  Fondatorii s-au bazat pe banii proprii, precum și pe sprijinul prietenilor și membrilor familiei, până când Mark Cuban a investit 350.000 de dolari în 2005. 
Serviciul Box a fost lansat în 2005.   În primul an de la lansare, veniturile companiei au fost de zeci de mii de dolari.  A strâns 1,5 milioane de dolari din seria A de finanțare în 2006 și 6 milioane de dolari din seria B în 2008.  Veniturile Box au crescut cu 500% din 2008 până în 2009. Până în 2010, compania a strâns fonduri de 29,5 milioane de dolari, iar serviciul avea patru milioane de utilizatori. 
Box a fost inițial concentrat pe consumatori, dar mulți dintre acești consumatori au folosit serviciul la locul de muncă. Box a pivotat pentru a se concentra pe persoane juridice în jurul anilor 2009 și 2010.    Compania a dezvoltat funcții pentru a încorpora Box în aplicații obișnuite de afaceri sau pentru a folosi API-uri pentru a se integra cu acestea.  În 2009, a achiziționat Increo Solutions, care a dezvoltat software pentru previzualizarea și colaborarea pe fișiere digitale.   În 2011, a fost lansată o versiune reproiectată a serviciului Box, cu îmbunătățiri tehnice concepute pentru a gestiona un număr mare de persoane juridice, modificări ale interfeței cu utilizatorul și mai multe funcții de colaborare.  Compania a început să-și dezvolte primele caracteristici specifice industriei pentru industriile puternic reglementate în 2012, când a introdus instrumente pentru conformitatea HIPAA⁠(d) în organizațiile de asistență medicală. 
Box s-a extins și la nivel internațional, cu birouri în Londra, Berlin și Tokyo, printre alte locații.   În 2011, compania a strâns fonduri de 48 de milioane de dolari pentru a-și susține centrele de date.  Aceasta a fost urmată de o nouă rundă de finanțare de 125 de milioane de dolari în anul următor,  100 de milioane de dolari în 2013,  și 150 de milioane de dolari în 2014.  Până în 2014, Box făcuse cinci achiziții.  Acestea au inclus achiziția în 2013 a Crocodoc, care a dezvoltat software pentru deschiderea documentelor online, și dLoop, care s-a concentrat pe analize legate de fișierele digitale.  De asemenea, compania a achiziționat Streem pentru tehnologia sa care sincronizează fișierele între dispozitive și fișierele online. 
Pe 23 ianuarie 2015, Box a devenit o companie publică printr-o ofertă publică inițială la Bursa de Valori din New York .   În noiembrie 2014, Box a achiziționat MedXT, care a dezvoltat software medical, pentru 3,84 milioane USD.  În februarie următoare, a achiziționat serviciul de management cloud numit Airpost.  Box și-a mutat sediul în locația actuală din Redwood City, California, în ianuarie 2016.  În iulie 2018, Box a achiziționat compania de motoare de căutare Butter.ai.  În 2019, fondul speculativ Starboard Value a preluat un pachet de 7,5% din companie.  
În mai 2020, Box a anunțat o nouă versiune cu integrare îmbunătățită cu software-ul de video-telefonie, precum și o caracteristică numită Colecții care permite utilizatorilor să-și personalizeze structura dosarelor personale, datorită creșterii lucrului la distanță în timpul pandemiei de COVID-19 . 
În februarie 2021, Box a achiziționat startup-ul de semnătură electronică SignRequest pentru 55 de milioane de dolari.   În aprilie 2021, Box a anunțat că a acceptat o investiție de 500 de milioane de dolari de la KKR⁠(d), o firmă de capital privat.  
Box.com este un sistem de management al conținutului bazat pe cloud, cu colaborare, securitate, analiză și alte caracteristici legate de fișiere și informații.   Există un serviciu de bază Box, apoi addon-uri pentru diferite industrii și situații.   Box este folosit pentru a gestiona, partaja și colabora la fișiere digitale.  Din 2017, există aproximativ 41 de milioane de utilizatori,  reprezentând 6,5% din piața de software care ajută la gestionarea, partajarea și colaborarea la fișiere digitale. 

## Caracteristici
Box stochează fișiere într-un sistem de foldere online care poate fi accesat de pe orice dispozitiv cu conexiune la internet.  Adesea, o copie a fișierelor este stocată și pe dispozitivele utilizatorului, apoi sincronizată cu versiunea online.  Utilizatorii pot invita „colaboratori” care pot încărca sau modifica fișiere  sau utilizatorul poate partaja anumite fișiere sau foldere.  De asemenea, utilizatorii pot crea anumite fișiere direct în Box.com și pot adăuga comentarii sau note care sunt vizibile din sistemul de foldere. 
Box a început ca un serviciu simplu pentru stocarea, partajarea și sincronizarea fișierelor între diferiți utilizatori și dispozitive, dar s-a dezvoltat de-a lungul timpului într-un produs de întreprindere cu caracteristici de securitate și conformitate.    Fișierele de pe Box sunt criptate folosind criptarea TLS .  Fiecare utilizator are acces la propriile documente, precum și la fișierele corporative pe care departamentul IT le gestionează.  Personalul IT poate, de asemenea, să stabilească alte politici de acces și securitate,  să obțină informații de audit precum: cine a accesat anumite fișiere și să primească alerte pentru descărcări suspecte.  API-urile deschise ale companiei Box permit să se integreze cu aplicațiile de afaceri comune.   De exemplu, o integrare permite utilizatorilor să salveze fișiere în folderele lor Box.com direct din aplicațiile Microsoft.  Compania oferă, de asemenea, consultanță, suport și alte servicii. 
în ianuarie 2010, Box a ținut prima sa conferință anuală, BoxWorks, inițial sub numele de Altitude.   Prima conferință a atras aproximativ 300 de participanți, dar a crescut la aproximativ 3.000 până în 2013. 